# コービー
コービー（Corby）は、ノーザンプトンの北東約30キロ、バーミンガムから東約80キロにあるタウンかつバラである。ロンドンからは北に約110キロの位置にある。コルビーやコービィーなどと表記されることもある。1950年にニュータウンとして指定された。

## 歴史
デーン人が定住したデーンロウ地域にあり、地名Corbyの由来はデーン人首領Koriの村(古ノルド語býr)である。
19世紀に鉄鉱石の鉱床が見つかり、鉄道が敷設されて成長した都市である。1934年から製鉄工場の建設が開始され、1939年には人口が約12,000人に増加した。
第二次世界大戦による被害はほとんどなく、人口が約16,000人となった1950年に、ニュータウンとして指定された。計画人口は8万人とされたが、その後製鉄産業は予想されたほどは伸びていない。町の人口的な特色は、職場を求めてスコットランドから移住してきた人が多いことである。